# Tournan-en-Brie
Tournan-en-Brie település Franciaországban, Seine-et-Marne megyében. Lakosainak száma 8324 fő (2022. január 1.). Tournan-en-Brie Les Chapelles-Bourbon, Châtres, Favières, Gretz-Armainvilliers, Neufmoutiers-en-Brie és Presles-en-Brie községekkel határos.

## Népesség
A település népessége az elmúlt években az alábbi módon változott:
| Lakosok száma | 8439 | 8822 | 8914 | 8718 | 8613 | 8521 | 8429 | 8340 | 8324 |
|               | 2013 | 2015 | 2016 | 2017 | 2018 | 2019 | 2020 | 2021 | 2022 |